# حبيب السيوفي
حبيب السيوفي، أديب، باحث، رحّالة، ومؤرخ أرمني كان علمًا من أعلام اللغة العربية في القرن العشرين، له عدة كتب ومؤلفات ذات قيمة أدبية ولغوية وتاريخية كبيرة؛ حفلت حياته بالتأليف والتدريس، فكان متعدد المواهب.

## حياته
تعود أصول عائلته إلى مدينة ماردين، هاجر والده جورجي إلى دمشق في أواسط القرن التاسع عشر. ولد حبيب في الفيحاء عام 1871.
تلقى تعليمه في مدرسة مار يوسف في عينطورة التابعة للآباء العازاريين، وكانت تعتبر منارة علمية وأدبية، وفيها تخرّج العديد من رجالات العلم والأدباء، وقد نهل في تلك المدارس المشهورة أصول اللغة العربية حتى أتقنها كأهلها، كما أتقن الفرنسية، والإنجليزية، والأرمنية.
بعد تخرجه من مدرسة مار يوسف في عينطورة توجه حبيب السيوفي إلى دير بزمار وهو دير تابع لطائفة الأرمن الكاثوليك في جبال كسروان لبنان ليكمل تحصيله العلمي والديني، حيث تعلم اللغة الأرمنية وخاصة لغة الكرابار krapar، وهي اللغة الأرمنية القديمة المستخدمة في المخطوطات التاريخية، وتعادل تقريبًا الفصحى في اللغة العربية، بعد فترة من الدراسة ترك الدير وانخرط في الحياة العملية حيث عمل في الشركة التي قامت بإنشاء سكة حديد دمشق مزيريب حوران.ارتحل في ميعة شبابه إلى بلدان عديدة، وفي عام 1896 هاجر إلى جنوب إفريقيا ليجرب حظه هناك، ووصل إلى إقليم الترنسفال، وأقام في يوهانسبرغ مدّة، حاول خلالها أن يعمل في التجارة لكنّه لم يوفق، وفي عام 1899 اندلعت حرب البوير الأولى بين البوير والإنكليز، والبوير شعب استوطن في إقليم الكاب والترنسفال وكان من المستوطنين الأوروبيين من أصول هولندية وفرنسية، تطوع حبيب في جيش البوير، ثم أسر ورحل إلى إنكلترا كأسير حرب، لكن الإنكليز أنزلوه في فرنسا التي بقي فيها فترة من الزمن، وقرر العودة إلى الترنسفال ثانية ليجرب حظه في التجارة، وشكل يومها البوير اتحادًا بين مستعمراتهم وهي: الترنسفال والكاب، والأورانج، ونتاليا، فقيام اتحاد مستعمرات البوير وخوف الإنكليز من تكرار تجربة اتحاد المستعمرات الأميركية التي تطورت إلى استقلال الولايات المتحدة، واكتشاف الذهب في تلك المنطقة وطمع الإنكليز في هذا الذهب جعل الإنكليز يخوضون حربًا ثانية ضد البوير، تطوع حبيب سيوفي في هذه الحرب الثانية هذه المرة لدى الإنكليز بحكم حاجته إلى المال، وانتهت هذه الحرب بعقد صلح بشروط حسنة، أهمها الاستقلال الداخلي التام لبلاد البوير.
أقام في عام 1903 في بريتوريا عاصمة الترنسفال، وعمل فيها حتى عام 1905، ارتحل بعدها إلى مصر، وعمل هناك في ديوان الري في القاهرة، وهو فرع من فروع وزارة الأشغال العمومية، حيث أمضى 24 سنة في مصر، وأثناء إقامته فيها أصدر كتابين باللغة الأرمنية، الأول عام 1913 عنوانه: "لبنان واللبنانيون" شرح فيه عن طبيعة ومناخ لبنان، وعن الحياة الاجتماعية فيه، والثاني عام 1923 عنوانه: "المماليك والأمراء الأرمن في الخلافة الفاطمية"، تحدث فيه عن فترة حكم الوزراء في الخلافة الفاطمية، وعن أشهر الوزراء الذي تحدّروا من أصول أرمنية، مثل: بدر الدين الجمالي، وابنه الأفضل شاهنشاه، وغيرهما.
وفي نهاية عام 1928 لما بلغ السابعة والخمسين من عمره غادر مصر متوجهًا إلى مسقط رأسه دمشق، وعمل هناك في وزارة الأشغال العامة لفترة وجيزة، ثم أصبح مدرسًا للغة العربية في معهد الفرنسيسكان للبنات؛ وكانت الأديبة الشاعرة ماري عجمي زميلته في التدريس. وبعد استقراره في دمشق أصبح مراسلًًا نشيطا لجريدة "البشير" البيروتية باللغة العربية، كما كتب في جريدة "أصداء سورية"، وهي جريدة دمشقية فرنسية العبارة كان يًُصدرها جورج سليم فارس، حيث تطرق فيها إلى بعض الحوادث التاريخية التي جرت في سورية، وإلى آداب اللغة العربية

تزوج من السيدة روز قندلفت، وبقي معها إلى نهاية حياته، وأنجبت له عدة أبناء، منهم الدكتور جوزيف السيوفي ( الذي كان طبيبًا مشهورًا بدمشق، وزاول مهنة الطب في عيادته مدة 56 عامًا، حتّى لُقِّبَ ب"عميد أطباء سوريا" وله ابنتان التحقتا بسلك الرهبانية.

## صفاته
كان من أصحاب المواهب السامية، والعقول المبدعة الخلاقة، عميق التفكير، بليغ القول، واسع الاطلاع، ويملك قوة ذاكرة وبديهة حاضرة، وكان محدثا لبقا لطيف المعشر يبدو بين جلسائه محترمًا وقورًا، ومن أقرب أصدقائه وأحبهم إلى قلبه البحاثة حبيب الزيات، والأديب أنطون بولاد، وقد أتى على ذكرهم في كتاباته.

## وفاته
وافته المنيّة في دمشق عام 1968 عن عمر ناهز السابعة والتسعين عامًا، ودُفن في مدفن طائفة الأرمن الكاثوليك في دمشق.

## مؤلفاته
كان الأديب والمؤرخ حبيب السيوفي ذا قلم سيال في خوض المواضيع التاريخية المتنوعة، ولغته العربية (والفرنسية) متينة السبك، وكان له أسلوب خاص في التعبير والتلخيص والإيضاح. من المجلات والصحف التي نشرت له مقالاته وكتبه "مجلة المسرة"، ومجلة "الرسالة المخلصية"، ومجلة البشير اللبنانية التابعة للآباء اليسوعيين، ومجلة Les Echos الفرنسية، وغيرها من المجلات.أمضى شطرًا كبيرًا من حياته في الكتابة والتأليف في الصحف والمجلات، و من أهم ما كتبه:
1. ذكريات عابر سبيل، يتحدث فيه عن محطات حياته والبلاد التي زارها، والأحداث التي وقعت له.
2. الحديث المقتضب في ترجمة أكبر زعيم لبلاد الذهب، في الترانسفال (جنوب أفريقيا). حريصا:المطبعة البولسية، 1952.

### روايات
1. فتاة الفيحاء، وهي رواية أدبية اجتماعية شرقية نشرها عام 1936.
2. من الحقل إلى القصر، بيروت: المطبعة الكاثوليكية، 1939.

### رحلات
1. رحلة إلى القسطنطينية عام 1912، صيدا: المطبعة المخلصية، 1846، وصف فيها المدينة وأحوالها السياسية والاجتماعية بعد سقوط السلطان عبد الحميد وتولي السلطة من جمعية الاتحاد والترقي.
2. رحلة إلى لبنان 1912 ( وصف فيها أحوال لبنان بتلك الفترة).
3. الانكشارية في الدولة العثمانية، صيدا، 1940.
4. سوريا ولبنان وفلسطين في القرن الثامن عشر كما وصفها أحد مشاهير الغربيين (فولني C.F.Volney)، صيدا: المطبعة المخلصية، 1941-1942 (في جزءين).
5. صفحة من تاريخ روسيا الحديث.
6. روسيا ما بين سنتي 1911-1918 والدجال الذي عبث بمقدراتها، صيدا: المطبعة المخلصية، 1940.
7. نابوليون بونابرت بمصر 1797-1799.
8. شيء من ماضي مصر وحاضرها.
9. معرة صيدنايا كما رأيتها عام 1935.
10. القديس يوحنا الدمشقي جهبذ الكنيسة.
11. مدافن المسيحيين القديمة في دمشق.
12. كتاب في الصرف والنحو بعنوان: الشرح الصريح في قواعد الكلام الصحيح.
13. كتاب باللغة الفرنسية بعنوان: المماليك الأرمن بمصر زمن الفاطميين.

Les Mameloukes Armeniens d'Egypte sous les Fatimites.